# Tarn
|  | Aquest article tracta sobre el departament francès. Si cerqueu el riu homònim, vegeu «riu Tarn». |

El Tarn (en francès i occità Tarn) és un departament francès (codi departamental 81) situat a la regió Occitània. Pren el seu nom del riu Tarn, que el travessa d'oest a est. El departament del Tarn és un dels vuitanta-tres departaments originals creats durant la Revolució Francesa, el 4 de març de 1790. Va ser creat a partir de les diòcesis d'Albi, Castres i La Vaur, totes ubicades a l'antiga província del Llenguadoc. Té una extensió de 5.758 km² i la seua capital és Albi.